# Cieśnina Naresa
     Nunavut
     Grenlandia
     Terytoria Północno-Zachodnie

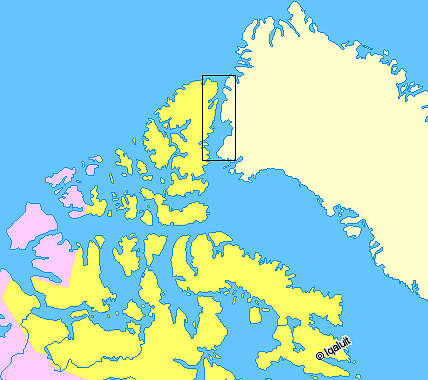
Cieśnina Naresa pomiędzy Wyspą Ellesmere’a a Grenlandią.
Nunavut
Grenlandia
Terytoria Północno-Zachodnie

Cieśnina Naresa (ang. Nares Strait, duń. Nares Strædet) – cieśnina, a właściwie ciąg cieśnin, oddzielających Wyspę Ellesmere’a od Grenlandii.
Na południu łączy się z Morzem Baffina, a na północy z Morzem Lincolna.
Składa się z następujących części (z południa ku północy):
- Cieśniny Smitha
- Basenu Kane’a
- Cieśniny Kennedy’ego
- Basenu Halla
- Cieśniny Robesona

Nazwa pochodzi od brytyjskiego żeglarza i badacza Arktyki George’a Naresa. Oficjalnie została ona nadana w 1964 r., po uzgodnieniach pomiędzy rządami Danii i Kanady.
Prąd morski płynący z północy, a zasilany przez Wir Morza Beauforta jest wielkim utrudnieniem w żegludze po tym akwenie.
W latach 1962–64 góra lodowa o wymiarach 20 km na 10 km przepłynęła (dryfowała) z Morza Lincolna przez Cieśninę Naresa oraz Cieśninę Davisa na północny Atlantyk (Morze Labradorskie).
Niewielka, niezamieszkana wyspa Hans, o powierzchni 1,3 km² leżąca na wodach cieśniny Naresa, od 1973 r. była przedmiotem sporu międzynarodowego między Danią i Kanadą. W 2022 r. strony sporu doszły do porozumienia i podzieliły wyspę między sobą.